# Seznam dílů seriálu Griffinovi
Toto je seznam dílů seriálu Griffinovi. Americký animovaný seriál Griffinovi pojednává o rodině Griffinů z fiktivního města Quahog na Rhode Islandu. Vytvořil ho Seth MacFarlane pro televizi Fox v roce 1999.
V Česku seriál premiérově uvedly stanice Prima Cool, později Prima Comedy Central a Nova Fun.

## Přehled řad
Členění je uvedeno dle původního amerického televizního vysílání. V pozdějších vydáních seriálu na DVD se lišilo. Zavedené americké započítávání dílů (na rozdíl od běžných zvyklostí) považuje dvojnásobně dlouhou epizodu vysílanou vcelku a v jeden den za jediný díl, i když má dva produkční kódy. V Česku i jinde ve světě byly takové dvojnásobně dlouhé epizody rozděleny na samostatné díly, což společně se speciálními díly navyšuje počet dílů při českém uvedení. Neustálené české rozdělení dílů do řad a proměnlivé české označení řad není v seznamu zohledněno.
| Řada | Díly          | Premiéra v USA    | Premiéra v USA  | Díly v ČR     | Premiéra v ČR                      | Premiéra v ČR      |
| Řada | Díly          | První díl         | Poslední díl    | Díly v ČR     | První díl                          | Poslední díl       |
| ---- | ------------- | ----------------- | --------------- | ------------- | ---------------------------------- | ------------------ |
| 1    | 7             | 31. ledna 1999    | 16. května 1999 | 7             | 23. srpna 2009                     | 29. srpna 2009     |
| 2    | 21            | 23. září 1999     | 1. srpna 2000   | 21            | 30. srpna 2009                     | 19. září 2009      |
| 3    | 22            | 11. července 2001 | 9. září 2003    | 22            | 20. srpna 2009                     | 11. října 2009     |
| 4    | 30            | 1. května 2005    | 21. května 2006 | 30            | 12. října 2009                     | 10. listopadu 2009 |
| 5    | 18            | 10. září 2006     | 20. května 2007 | 18            | 11. listopadu 2009                 | 28. listopadu 2009 |
| 6    | 12            | 23. září 2007     | 4. května 2008  | 14            | 17. prosince 2014                  | 5. ledna 2015      |
| 7    | 16            | 28. září 2008     | 17. května 2009 | 16            | 6. ledna 2015                      | 27. ledna 2015     |
| 8    | 21            | 27. září 2009     | 23. května 2010 | 22            | 24. května 2017                    | 14. června 2017    |
| 9    | 18            | 28. září 2010     | 22. května 2011 | 21            | 8. února 2017 (25. prosince 2016)  | 1. března 2017     |
| 10   | 23            | 25. září 2011     | 20. května 2012 | 23            | 1. března 2017                     | 24. března 2017    |
| 11   | 22            | 30. září 2012     | 19. května 2013 | 23            | 14. dubna 2017                     | 17. srpna 2017     |
| 12   | 21            | 29. září 2013     | 18. května 2014 | 21            | 22. srpna 2017 (24. prosince 2016) | 8. září 2017       |
| 13   | 18            | 28. září 2014     | 17. května 2015 | 19            | 15. září 2017                      | 10. listopadu 2017 |
| 14   | 20            | 27. září 2015     | 22. května 2016 | 20            | 10. listopadu 2017                 | 26. ledna 2018     |
| 15   | 20            | 25. září 2016     | 21. května 2017 | 20            | 12. září 2019                      | 26. září 2019      |
| 16   | 20            | 1. října 2017     | 20. května 2018 | 20            | 12. listopadu 2019                 | 28. listopadu 2019 |
| 17   | 20            | 30. září 2018     | 12. května 2019 | 20            | 7. listopadu 2020                  | 27. prosince 2020  |
| 18   | 20            | 29. září 2019     | 17. května 2020 | 20            | 4. května 2021                     | 29. května 2021    |
| 19   | 20            | 27. září 2020     | 16. května 2021 | 20            | 28. května 2025                    | 7. června 2025     |
| 20   | 20            | 26. září 2021     | 22. května 2022 | 20            | 7. června 2025                     | 17. června 2025    |
| 21   | 20            | 25. září 2022     | 7. května 2023  | 20            | 17. června 2025                    | 27. června 2025    |
| 22   | 15            | 1. října 2023     | 17. dubna 2024  | 15            | 27. června 2025                    | 4. července 2025   |
| 23   | bude oznámeno | 14. října 2024    | bude oznámeno   | bude oznámeno | bude oznámeno                      | bude oznámeno      |

## Seznam dílů

### První řada (1999)
| Č. v seriálu | Č. v řadě | Původní název            | Český název          | Režie             | Scénář                         | Premiéra v USA  | Premiéra v ČR  | Produkční kód |
| ------------ | --------- | ------------------------ | -------------------- | ----------------- | ------------------------------ | --------------- | -------------- | ------------- |
| 1            | 1         | Death Has a Shadow       | Démon alkohol        | Peter Shin        | Seth MacFarlane                | 31. ledna 1999  | 23. srpna 2009 | 1ACX01        |
| 2            | 2         | I Never Met the Dead Man | Veřejný nepřítel     | Michael DiMartino | Chris Sheridan                 | 11. dubna 1999  | 24. srpna 2009 | 1ACX02        |
| 3            | 3         | Chitty Chitty Death Bang | Bumtarata smrt       | Dominic Polcino   | Danny Smith                    | 18. dubna 1999  | 25. srpna 2009 | 1ACX04        |
| 4            | 4         | Mind Over Murder         | Stroj času           | Roy Allen Smith   | Neil Goldman a Garrett Donovan | 25. dubna 1999  | 26. srpna 2009 | 1ACX03        |
| 5            | 5         | A Hero Sits Next Door    | Hrdina odvedle       | Monte Young       | Mike Barker a Matt Weitzman    | 2. května 1999  | 27. srpna 2009 | 1ACX05        |
| 6            | 6         | The Son Also Draws       | Poslední skaut       | Neil Affleck      | Ricky Blitt                    | 9. května 1999  | 28. srpna 2009 | 1ACX06        |
| 7            | 7         | Brian: Portrait of a Dog | I pes má svou hrdost | Michael DiMartino | Gary Janetti                   | 16. května 1999 | 29. srpna 2009 | 1ACX07        |

### Druhá řada (1999–2000)
| Č. v seriálu | Č. v řadě | Původní název                  | Český název                   | Režie                | Scénář                         | Premiéra v USA    | Premiéra v ČR  | Produkční kód |
| ------------ | --------- | ------------------------------ | ----------------------------- | -------------------- | ------------------------------ | ----------------- | -------------- | ------------- |
| 8            | 1         | Peter, Peter, Caviar Eater     | Peter, Peter, kaviárovej fotr | Jeff Myers           | Chris Sheridan                 | 23. září 1999     | 30. srpna 2009 | 1ACX08        |
| 9            | 2         | Holy Crap                      | Svatá sprostoto               | Neil Affleck         | Danny Smith                    | 30. září 1999     | 31. srpna 2009 | 1ACX11        |
| 10           | 3         | DaBoom                         | Tě prásk                      | Bob Jaques           | Neil Goldman a Garrett Donovan | 26. prosince 1999 | 1. září 2009   | 2ACX06        |
| 11           | 4         | Brian in Love                  | Zamilovaný Brian              | Jack Dyer            | Gary Janetti                   | 7. března 2000    | 2. září 2009   | 2ACX01        |
| 12           | 5         | Love Thy Trophy                | Trofej nade vše               | Jack Dyer            | Mike Barker a Matt Weitzman    | 14. března 2000   | 3. září 2009   | 1ACX13        |
| 13           | 6         | Death Is a Bitch               | Se Smrtí nejsou žerty         | Michael DiMartino    | Ricky Blitt                    | 21. března 2000   | 4. září 2009   | 1ACX14        |
| 14           | 7         | The King Is Dead               | Král je mrtev                 | Monte Young          | Craig Hoffman                  | 28. března 2000   | 5. září 2009   | 1ACX15        |
| 15           | 8         | I Am Peter, Hear Me Roar       | Já jsem Peter, kdo je víc!    | Monte Young          | Chris Sheridan                 | 28. března 2000   | 6. září 2009   | 2ACX02        |
| 16           | 9         | If I'm Dyin' I'm Lyin          | Ať lžu, jestli umřu           | Swinton O. Scott III | Chris Sheridan                 | 4. dubna 2000     | 7. září 2009   | 1ACX12        |
| 17           | 10        | Running Mates                  | Dejte mi svůj hlas            | John Holmquist       | Neil Goldman a Garrett Donovan | 11. dubna 2000    | 8. září 2009   | 1ACX09        |
| 18           | 11        | A Picture Is Worth 1,000 Bucks | Obraz za všechny prachy       | Gavin Dell           | Craig Hoffman                  | 18. dubna 2000    | 9. září 2009   | 2ACX07        |
| 19           | 12        | Fifteen Minutes of Shame       | Patnáct minut hanby           | Scott Wood           | Steve Callaghan                | 25. dubna 2000    | 10. září 2009  | 2ACX08        |
| 20           | 13        | Road to Rhode Island           | Cesta na Rhode Island         | Dan Povenmire        | Gary Janetti                   | 30. května 2000   | 11. září 2009  | 2ACX12        |
| 21           | 14        | Let's Go to the Hop            | Ropuší problém                | Glen Hill            | Matt Weitzman a Mike Barker    | 6. června 2000    | 12. září 2009  | 2ACX04        |
| 22           | 15        | Dammit Janet                   | Zhrzený milovník              | Bert Ring            | Matt Weitzman a Mike Barker    | 13. června 2000   | 13. září 2009  | 2ACX09        |
| 23           | 16        | There's Something About Paulie | Něco na tom Pauliem je        | Monte Young          | Ricky Blitt                    | 27. června 2000   | 14. září 2009  | 1ACX10        |
| 24           | 17        | He's Too Sexy for His Fat      | Jsem krásný, kdo je víc       | Glen Hill            | Chris Sheridan                 | 27. června 2000   | 15. září 2009  | 2ACX10        |
| 25           | 18        | E. Peterbus Unum               | Peter Veliký                  | Rob Renzetti         | Neil Goldman a Garrett Donovan | 12. července 2000 | 16. září 2009  | 2ACX13        |
| 26           | 19        | The Story on Page 1            | Příběh z první stránky        | Gavin Dell           | Craig Hoffman                  | 18. července 2000 | 17. září 2009  | 2ACX14        |
| 27           | 20        | Wasted Talent                  | Pivní talent                  | Bert Ring            | Dave Collard a Ken Goin        | 25. července 2000 | 18. září 2009  | 2ACX15        |
| 28           | 21        | Fore Father                    | Otec na odpal                 | Scott Wood           | Bobby Bowman                   | 1. srpna 2000     | 19. září 2009  | 2ACX16        |

### Třetí řada (2001–2003)
| Č. v seriálu | Č. v řadě | Původní název                                | Český název                      | Režie                                        | Scénář                                                            | Premiéra v USA     | Premiéra v ČR  | Produkční kód |
| ------------ | --------- | -------------------------------------------- | -------------------------------- | -------------------------------------------- | ----------------------------------------------------------------- | ------------------ | -------------- | ------------- |
| 29           | 1         | The Thin White Line                          | Tenká bílá linie (1. část)       | Glen Hill                                    | Steve Callaghan                                                   | 11. července 2001  | 20. září 2009  | 2ACX17        |
| 30           | 2         | Brian Does Hollywood                         | Brian dobývá Hollywood (2. část) | Gavin Dell                                   | Gary Janetti                                                      | 18. července 2001  | 21. září 2009  | 2ACX20        |
| 31           | 3         | Mr. Griffin Goes to Washington               | Pan Griffin jede do Washingtonu  | Brian Hogan                                  | Ricky Blitt                                                       | 25. července 2001  | 22. září 2009  | 2ACX11        |
| 32           | 4         | One If By Clam, Two If By Sea                | Škeble, domov náš                | Dan Povenmire                                | Jim Bernstein a Michael Shipley                                   | 1. srpna 2001      | 23. září 2009  | 2ACX19        |
| 33           | 5         | And the Wiener is…                           | A vítězem se stává…              | Bert Ring                                    | Mike Barker a Matt Weitzman                                       | 8. srpna 2001      | 24. září 2009  | 2ACX22        |
| 34           | 6         | Death Lives                                  | Smrt žije                        | Rob Renzetti                                 | Mike Henry                                                        | 15. srpna 2001     | 25. září 2009  | 2ACX21        |
| 35           | 7         | Lethal Weapons                               | Smrtonosná zbraň                 | Brian Hogan                                  | Chris Sheridan                                                    | 22. srpna 2001     | 26. září 2009  | 2ACX18        |
| 36           | 8         | The Kiss Seen Around the World               | Polibek, který obletěl svět      | Pete Michels                                 | Mark Hentemann                                                    | 29. srpna 2001     | 27. září 2009  | 3ACX02        |
| 37           | 9         | Mr. Saturday Knight                          | Rytíř sobotní noci (1. část)     | Michael DiMartino                            | Steve Callaghan                                                   | 5. září 2001       | 28. září 2009  | 3ACX04        |
| 38           | 10        | A Fish Out of Water                          | Ryba na suchu (2. část)          | Bert Ring                                    | Alex Borstein a Mike Henry                                        | 19. září 2001      | 29. září 2009  | 3ACX05        |
| 39           | 11        | Emission Impossible                          | Špatný den pro spermie           | Peter Shin                                   | Dave Collard a Ken Goin                                           | 8. listopadu 2001  | 30. září 2009  | 3ACX01        |
| 40           | 12        | To Live and Die in Dixie                     | Hrdina Chris                     | Dan Povenmire                                | Steve Callaghan                                                   | 15. listopadu 2001 | 1. října 2009  | 3ACX09        |
| 41           | 13        | Screwed The Pooch                            | Mizerný čokl                     | Pete Michels                                 | Dave Collard a Ken Goin                                           | 29. listopadu 2001 | 2. října 2009  | 3ACX08        |
| 42           | 14        | Peter Griffin: Husband, Father… Brother?     | Rodokmen Griffinů                | Scott Wood                                   | Mike Barker a Matt Weitzman                                       | 6. prosince 2001   | 3. října 2009  | 3ACX06        |
| 43           | 15        | Ready, Willing, and Disabled                 | Zdatný invalida                  | Andi Klein                                   | Alex Barnow a Marc Firek                                          | 20. prosince 2001  | 4. října 2009  | 3ACX07        |
| 44           | 16        | A Very Special Family Guy Freakin' Christmas | Vánoční šílenství                | Brian Hogan                                  | Danny Smith                                                       | 21. prosince 2001  | 5. října 2009  | 2ACX03        |
| 45           | 17        | Brian Wallows and Peter's Swallows           | Brian toká, Peter kvoká          | Dan Povenmire                                | Allison Adler                                                     | 17. ledna 2002     | 6. října 2009  | 3ACX03        |
| 46           | 18        | From Method to Madness                       | Hořká chuť slávy                 | Bert Ring                                    | Mike Barker a Matt Weitzman                                       | 24. ledna 2002     | 7. října 2009  | 3ACX11        |
| 47           | 19        | Stuck Together, Torn Apart                   | V dobrém i ve zlém               | Michael DiMartino                            | Mark Hentemann                                                    | 31. ledna 2002     | 8. října 2009  | 3ACX10        |
| 48           | 20        | Road To Europe                               | Cesta do Evropy                  | Dan Povenmire                                | Daniel Palladino                                                  | 7. února 2002      | 9. října 2009  | 3ACX13        |
| 49           | 21        | Family Guy Viewer Mail #1                    | Nad dopisy diváků                | Pete Michels, Scott Wood a Michael DiMartino | Gene Laufenberg, Seth MacFarlane, Michael Shipley a Jim Bernstein | 14. února 2002     | 10. října 2009 | 3ACX12        |
| 50           | 22        | When You Wish Upon a Weinstein               | Jak je nutné míti Weinsteina     | Dan Povenmire                                | Ricky Blitt                                                       | 9. září 2003       | 11. října 2009 | 2ACX05        |

### Čtvrtá řada (2005–2006)
| Č. v seriálu | Č. v řadě | Původní název                                  | Český název                     | Režie                      | Scénář                       | Premiéra v USA     | Premiéra v ČR     | Produkční kód |
| ------------ | --------- | ---------------------------------------------- | ------------------------------- | -------------------------- | ---------------------------- | ------------------ | ----------------- | ------------- |
| 51           | 1         | North by North Quahog                          | Na sever severní linkou         | Peter Shin                 | Seth MacFarlane              | 1. května 2005     | 12. října 2009    | 4ACX01        |
| 52           | 2         | Fast Times at Buddy Cianci, Jr. High           | Škola základ života             | Pete Michels               | Ken Goin                     | 8. května 2005     | 13. října 2009    | 4ACX02        |
| 53           | 3         | Blind Ambition                                 | Jak se proslavit                | Chuck Klein                | Steve Callaghan              | 15. května 2005    | 14. října 2009    | 4ACX04        |
| 54           | 4         | Don't Make Me Over                             | Cesta ke slávě a zpět           | Sarah Frost                | Gene Laufenberg              | 5. června 2005     | 15. října 2009    | 4ACX03        |
| 55           | 5         | The Cleveland-Loretta Quagmire                 | Manželské šarády                | James Purdum               | Patrick Henry a Mike Henry   | 12. června 2005    | 16. října 2009    | 4ACX08        |
| 56           | 6         | Petarded                                       | Rádoby génius                   | Seth Kearsley              | Alec Sulkin a Wellesley Wild | 19. června 2005    | 17. října 2009    | 4ACX09        |
| 57           | 7         | Brian the Bachelor                             | Brian na ženění                 | Dan Povenmire              | Mark Hentemann               | 26. června 2005    | 18. října 2009    | 4ACX10        |
| 58           | 8         | 8 Simple Rules for Buying My Teenage Daughter  | 8 pravidel k zakoupení mé dcery | Greg Colton                | Patrick Meighan              | 10. července 2005  | 19. října 2009    | 4ACX11        |
| 59           | 9         | Breaking out Is Hard to Do                     | Útěk z vězení není sranda       | Kurt Dumas                 | Tom Devanney                 | 17. července 2005  | 20. října 2009    | 4ACX12        |
| 60           | 10        | Model Misbehavior                              | Vzor nectností                  | Sarah Frost                | Steve Callaghan              | 24. července 2005  | 21. října 2009    | 4ACX13        |
| 61           | 11        | Peter's Got Woods                              | Přátelství nade vše             | Chuck Klein a Zac Moncrief | Danny Smith                  | 11. září 2005      | 22. října 2009    | 4ACX14        |
| 62           | 12        | The Perfect Castaway                           | Robinson Peter                  | James Purdum               | John Viener                  | 18. září 2005      | 23. října 2009    | 4ACX15        |
| 63           | 13        | Jungle Love                                    | Hon na bažanty                  | Seth Kearsley              | Mark Hentemann               | 25. září 2005      | 24. října 2009    | 4ACX16        |
| 64           | 14        | PTV                                            | Peterova televize               | Dan Povenmire              | Alec Sulkin a Wellesley Wild | 6. listopadu 2005  | 25. října 2009    | 4ACX17        |
| 65           | 15        | Brian Goes Back to College                     | Brian se vrací do školy         | Greg Colton                | Matt Fleckenstein            | 13. listopadu 2005 | 26. října 2009    | 4ACX18        |
| 66           | 16        | The Courtship of Stewie's Father               | Stewie se nudí                  | Kurt Dumas                 | Kirker Butler                | 20. listopadu 2005 | 27. října 2009    | 4ACX19        |
| 67           | 17        | The Fat Guy Strangler                          | Zhubni, nebo zhyň               | Sarah Frost                | Chris Sheridan               | 27. listopadu 2005 | 28. října 2009    | 4ACX20        |
| 68           | 18        | The Father, the Son, and the Holy Fonz         | Otec, syn a svatý Fonz          | James Purdum               | Danny Smith                  | 18. prosince 2005  | 29. října 2009    | 4ACX22        |
| 69           | 19        | Brian Sings and Swings                         | Swingující Brian                | Chuck Klein a Zac Moncrief | Michael Rowe                 | 8. ledna 2006      | 30. října 2009    | 4ACX21        |
| 70           | 20        | Patriot Games                                  | Peterova sportovní kariéra      | Cyndi Tang                 | Mike Henry                   | 29. ledna 2006     | 31. října 2009    | 4ACX25        |
| 71           | 21        | I Take Thee Quagmire                           | Jak se zbavit ženy              | Seth Kearsley              | Tom Maxwell a Don Woodard    | 12. března 2006    | 1. listopadu 2009 | 4ACX23        |
| 72           | 22        | Sibling Rivalry                                | Nelítostný souboj               | Dan Povenmire              | Cherry Chevapravatdumrong    | 26. března 2006    | 2. listopadu 2009 | 4ACX24        |
| 73           | 23        | Deep Throats                                   | Tajná aféra                     | Greg Colton                | Alex Borstein                | 9. dubna 2006      | 3. listopadu 2009 | 4ACX26        |
| 74           | 24        | Peterotica                                     | Knihy pro dospělé               | Kurt Dumas                 | Patrick Meighan              | 23. dubna 2006     | 4. listopadu 2009 | 4ACX27        |
| 75           | 25        | You May Now Kiss the... Uh... Guy Who Receives | Ženichu, polibte… ženicha       | Dominic Polcino            | David A. Goodman             | 30. dubna 2006     | 5. listopadu 2009 | 4ACX28        |
| 76           | 26        | Petergeist                                     | Prokletí indiánského náčelníka  | Sarah Frost                | Alec Sulkin a Wellesley Wild | 7. května 2006     | 6. listopadu 2009 | 4ACX29        |
| 77           | 27        | Untitled Griffin Family History                | Jak přežít vloupání             | Zac Moncrief               | John Viener                  | 14. května 2006    | 7. listopadu 2009 | 4ACX30        |

#### Stewie Griffin: The Untold Story (2006)
| Č. v seriálu | Č. v řadě | Původní název                        | Český název                                     | Režie        | Scénář                        | Premiéra v USA  | Premiéra v ČR      | Produkční kód |
| ------------ | --------- | ------------------------------------ | ----------------------------------------------- | ------------ | ----------------------------- | --------------- | ------------------ | ------------- |
| 78           | 1         | Stewie B. Goode                      | Marná snaha o nápravu (1. část)                 | Pete Michels | Gary Janetti a Chris Sheridan | 21. května 2006 | 8. listopadu 2009  | 4ACX05        |
| 79           | 2         | Bango Was His Name Oh!               | Kdo je můj otec (2. část)                       | Pete Michels | Alex Borstein                 | 21. května 2006 | 9. listopadu 2009  | 4ACX06        |
| 80           | 3         | Stu and Stewie's Excellent Adventure | Báječné dobrodružství Stua a Stewieho (3. část) | Pete Michels | Steve Callaghan               | 21. května 2006 | 10. listopadu 2009 | 4ACX07        |

### Pátá řada (2006–2007)
| Č. v seriálu | Č. v řadě | Původní název                               | Český název                  | Režie                           | Scénář                       | Premiéra v USA     | Premiéra v ČR      | Produkční kód |
| ------------ | --------- | ------------------------------------------- | ---------------------------- | ------------------------------- | ---------------------------- | ------------------ | ------------------ | ------------- |
| 81           | 1         | Stewie Loves Lois                           | Stewie miluje Lois           | Mike Kim                        | Mark Hentemann               | 10. září 2006      | 11. listopadu 2009 | 4ACX32        |
| 82           | 2         | Mother Tucker                               | Fotr Tucker                  | James Purdum                    | Tom Devanney                 | 17. září 2006      | 12. listopadu 2009 | 4ACX31        |
| 83           | 3         | Hell Comes to Quahog                        | Zlo přichází do Quahogu      | Dan Povenmire                   | Kirker Butler                | 24. září 2006      | 13. listopadu 2009 | 4ACX33        |
| 84           | 4         | Saving Private Brian                        | Zachraňte vojína Briana      | Cyndi Tang                      | Cherry Chevapravatdumrong    | 5. listopadu 2006  | 14. listopadu 2009 | 4ACX34        |
| 85           | 5         | Whistle While Your Wife Works               | Hloupá, až se tají dech      | Greg Colton                     | Steve Callaghan              | 12. listopadu 2006 | 15. listopadu 2009 | 4ACX35        |
| 86           | 6         | Prick Up Your Ears                          | Do uší ne!                   | James Purdum                    | Cherry Chevapravatdumrong    | 19. listopadu 2006 | 16. listopadu 2009 | 5ACX01        |
| 87           | 7         | Chick Cancer                                | Ženský svět podle Petera     | Pete Michels                    | Alec Sulkin a Wellesley Wild | 26. listopadu 2006 | 17. listopadu 2009 | 5ACX02        |
| 88           | 8         | Barely Legal                                | Zamilovaná Meg               | Zac Moncrief                    | Kirker Butler                | 17. prosince 2006  | 18. listopadu 2009 | 5ACX03        |
| 89           | 9         | Road to Rupert                              | Ruperte, kde jsi?            | Dan Povenmire                   | Patrick Meighan              | 28. ledna 2007     | 19. listopadu 2009 | 5ACX04        |
| 90           | 10        | Peter's Two Dads                            | Peter a jeho otec            | Cyndi Tang                      | Danny Smith                  | 11. února 2007     | 20. listopadu 2009 | 5ACX05        |
| 91           | 11        | The Tan Aquatic with Steve Zissou           | Život snědého playboye       | Julius Wu                       | Mark Hentemann               | 18. února 2007     | 21. listopadu 2009 | 5ACX06        |
| 92           | 12        | Airport '07                                 | Letiště '07                  | John Holmquist                  | Tom Devanney                 | 4. března 2007     | 22. listopadu 2009 | 5ACX08        |
| 93           | 13        | Bill and Peter's Bogus Journey              | Peter, Bill, Lois a ti druzí | Dominic Polcino                 | Steve Callaghan              | 11. března 2007    | 23. listopadu 2009 | 5ACX07        |
| 94           | 14        | No Meals on Wheels                          | Peterova žrádelna            | Greg Colton                     | Mike Henry                   | 25. března 2007    | 24. listopadu 2009 | 5ACX09        |
| 95           | 15        | Boys Do Cry                                 | Kluci pláčou                 | Brian Iles                      | Cherry Chevapravatdumrong    | 29. dubna 2007     | 25. listopadu 2009 | 5ACX10        |
| 96           | 16        | No Chris Left Behind                        | Kam s ním?                   | Pete Michels                    | Patrick Meighan              | 13. května 2007    | 26. listopadu 2009 | 5ACX11        |
| 97           | 17        | It Takes a Village Idiot, and I Married One | Ať žije korupce              | Zac Moncrief                    | Alex Borstein                | 13. května 2007    | 27. listopadu 2009 | 5ACX12        |
| 98           | 18        | Meet the Quagmires                          | Mladí a divocí               | Dan Povenmire a Chris Robertson | Mark Hentemann               | 13. května 2007    | 28. listopadu 2009 | 5ACX13        |

### Šestá řada (2007–2008)
| Č. v seriálu | Č. v řadě | Původní název                           | Český název                                                         | Režie                     | Scénář                                                                                    | Premiéra v USA     | Premiéra v ČR                       | Produkční kód |
| ------------ | --------- | --------------------------------------- | ------------------------------------------------------------------- | ------------------------- | ----------------------------------------------------------------------------------------- | ------------------ | ----------------------------------- | ------------- |
| 99           | 1         | Blue Harvest                            | Griffinovi ve Star Wars (1. část) Griffinovi ve Star Wars (2. část) | Dominic Polcino           | Alec Sulkin                                                                               | 27. září 2007      | 17. prosince 2014 18. prosince 2014 | 5ACX16/5ACX22 |
| 100          | 2         | Movin' Out (Brian's Song)               | Brianova píseň                                                      | Cyndi Tang                | John Viener                                                                               | 30. září 2007      | 19. prosince 2014                   | 5ACX14        |
| 101          | 3         | Believe It or Not, Joe's Walking on Air | Věřte, nevěřte, Joe má našlápnuto                                   | Julius Wu                 | Andrew Goldberg                                                                           | 7. října 2007      | 22. prosince 2014                   | 5ACX15        |
| —            | —         | The Family Guy 100th Episode Special    | Oslava sté epizody                                                  | James Purdum a Peter Shin | Tom Devanney, Seth MacFarlane, Alec Sulkin, John Viener, Wellesley Wild a David Zuckerman | 4. listopadu 2007  | 1. ledna 2015                       | 6ACX45        |
| 102          | 4         | Stewie Kills Lois                       | Jak Stewie zabil Lois (1. část)                                     | John Holmquist            | David A. Goodman                                                                          | 4. listopadu 2007  | 23. prosince 2014                   | 5ACX17        |
| 103          | 5         | Lois Kills Stewie                       | Jak Lois zabila Stewieho (2. část)                                  | Greg Colton               | Steve Callaghan                                                                           | 11. listopadu 2007 | 24. prosince 2014                   | 5ACX18        |
| 104          | 6         | Padre De Familia                        | Padre de familia                                                    | Pete Michels              | Kirker Butler                                                                             | 18. listopadu 2007 | 25. prosince 2014                   | 5ACX20        |
| 105          | 7         | Peter's Daughter                        | Peterova dcera                                                      | Zac Moncrief              | Chris Sheridan                                                                            | 25. listopadu 2007 | 26. prosince 2014                   | 5ACX21        |
| 106          | 8         | McStroke                                | Mcmrtvice                                                           | Brian Iles                | Wellesley Wild                                                                            | 13. ledna 2008     | 29. prosince 2014                   | 5ACX19        |
| 107          | 9         | Back to the Woods                       | Krádež identity                                                     | Brian Iles                | Tom Devanney                                                                              | 17. února 2008     | 30. prosince 2014                   | 6ACX02        |
| 108          | 10        | Play It Again, Brian                    | Zahraj to znovu, Briane                                             | John Holmquist            | Danny Smith                                                                               | 2. března 2008     | 31. prosince 2014                   | 6ACX01        |
| 109          | 11        | The Former Life of Brian                | Někdejší život Briana                                               | Pete Michels              | Steve Callaghan                                                                           | 27. dubna 2008     | 2. ledna 2015                       | 6ACX04        |
| 110          | 12        | Long John Peter                         | Dlouhán Peter                                                       | Dominic Polcino           | Wellesley Wild                                                                            | 4. května 2008     | 5. ledna 2015                       | 6ACX06        |

### Sedmá řada (2008–2009)
| Č. v seriálu | Č. v řadě | Původní název                  | Český název                    | Režie           | Scénář                    | Premiéra v USA     | Premiéra v ČR  | Produkční kód |
| ------------ | --------- | ------------------------------ | ------------------------------ | --------------- | ------------------------- | ------------------ | -------------- | ------------- |
| 111          | 1         | Love Blactually                | Láska bolí                     | Cyndi Tang      | Mike Henry                | 28. září 2008      | 6. ledna 2015  | 6ACX03        |
| 112          | 2         | I Dream of Jesus               | Tahle země není pro Ježíše     | Mike Kim        | Brian Scully              | 5. října 2008      | 7. ledna 2015  | 6ACX05        |
| 113          | 3         | Road to Germany                | Cesta do Němec                 | Greg Colton     | Patrick Meighan           | 19. října 2008     | 8. ledna 2015  | 6ACX08        |
| 114          | 4         | Baby Not On Board              | Prázdniny bez Stewieho         | Julius Wu       | Mark Hentemann            | 2. listopadu 2008  | 9. ledna 2015  | 6ACX07        |
| 115          | 5         | The Man With Two Brians        | Nový Brian                     | Dominic Bianchi | John Viener               | 9. listopadu 2008  | 12. ledna 2015 | 6ACX09        |
| 116          | 6         | Tales of a Third Grade Nothing | Příběhy ze třetí               | Jerry Langford  | Alex Carter               | 16. listopadu 2008 | 13. ledna 2015 | 6ACX10        |
| 117          | 7         | Ocean's Three and a Half       | Každá legrace něco stojí       | John Holmquist  | Cherry Chevapravatdumrong | 15. února 2009     | 14. ledna 2015 | 6ACX11        |
| 118          | 8         | Family Gay                     | Gay do každé rodiny            | Brian Iles      | Richard Appel             | 8. března 2009     | 15. ledna 2015 | 6ACX12        |
| 119          | 9         | The Juice Is Loose             | Kdo je bez viny?               | Cyndi Tang      | Andrew Goldberg           | 15. března 2009    | 16. ledna 2015 | 6ACX13        |
| 120          | 10        | FOX-y Lady                     | Lois na Foxu                   | Pete Michels    | Matt Fleckenstein         | 22. března 2009    | 19. ledna 2015 | 6ACX14        |
| 121          | 11        | Not All Dogs Go to Heaven      | Ne všichni psi přijdou do nebe | Greg Colton     | Danny Smith               | 29. března 2009    | 20. ledna 2015 | 6ACX17        |
| 122          | 12        | 420                            | Tráva                          | Julius Wu       | Patrick Meighan           | 19. dubna 2009     | 21. ledna 2015 | 6ACX16        |
| 123          | 13        | Stew-Roids                     | Stew-roidy                     | Jerry Langford  | Alec Sulkin               | 26. dubna 2009     | 22. ledna 2015 | 6ACX18        |
| 124          | 14        | We Love You Conrad             | Holka z plakátu                | John Holmquist  | Cherry Chevapravatdumrong | 3. května 2009     | 23. ledna 2015 | 6ACX19        |
| 125          | 15        | Three Kings                    | Třikrát Stephen King           | Dominic Bianchi | Alec Sulkin               | 10. května 2009    | 26. ledna 2015 | 6ACX15        |
| 126          | 16        | Peter's Progress               | Peter osadníkem                | Brian Iles      | Wellesley Wild            | 17. května 2009    | 27. ledna 2015 | 6ACX20        |

### Osmá řada (2009–2010)
| Č. v seriálu | Č. v řadě | Původní název                              | Český název                                                     | Režie           | Scénář                        | Premiéra v USA     | Premiéra v ČR                  | Produkční kód |
| ------------ | --------- | ------------------------------------------ | --------------------------------------------------------------- | --------------- | ----------------------------- | ------------------ | ------------------------------ | ------------- |
| 127          | 1         | Road to the Multiverse                     | Den mušlí                                                       | Greg Colton     | Wellesley Wild                | 27. září 2009      | 24. května 2017                | 7ACX06        |
| 128          | 2         | Family Goy                                 | Ži Gój                                                          | James Purdum    | Mark Hentemann                | 4. října 2009      | 24. května 2017                | 7ACX01        |
| 129          | 3         | Spies Reminiscent of Us                    | Špióni jako my                                                  | Cyndi Tang      | Alec Sulkin                   | 11. října 2009     | 25. května 2017                | 7ACX03        |
| 130          | 4         | Brian's Got a Brand New Bag                | Brianova nová baba                                              | Pete Michels    | Tom Devanney                  | 8. listopadu 2009  | 25. května 2017                | 7ACX02        |
| 131          | 5         | Hannah Banana                              | Opice ve skříni                                                 | John Holmquist  | Cherry Chevapravatdumrong     | 8. listopadu 2009  | 26. května 2017                | 7ACX05        |
| 132          | 6         | Quagmire's Baby                            | Taťka Quagmire                                                  | Jerry Langford  | Patrick Meighan               | 15. listopadu 2009 | 26. května 2017                | 7ACX04        |
| 133          | 7         | Jerome is the New Black                    | Sázka na Jeroma                                                 | Brian Iles      | John Viener                   | 22. listopadu 2009 | 30. května 2017                | 7ACX08        |
| 134          | 8         | Dog Gone                                   | Pes pod drnem                                                   | Julius Wu       | Steve Callaghan               | 29. listopadu 2009 | 31. května 2017                | 7ACX07        |
| 135          | 9         | Business Guy                               | Peter byznysmanem                                               | Pete Michels    | Andrew Goldberg a Alex Carter | 13. prosince 2009  | 31. května 2017                | 7ACX11        |
| 136          | 10        | Big Man on Hippocampus                     | Muž bez paměti                                                  | Dominic Bianchi | Brian Scully                  | 3. ledna 2010      | 1. června 2017                 | 7ACX09        |
| 137          | 11        | Dial Meg for Murder                        | Meg ve vězení                                                   | Cyndi Tang      | Andrew Goldberg a Alex Carter | 31. ledna 2010     | 1. června 2017                 | 7ACX12        |
| 138          | 12        | Extra Large Medium                         | Peter senzibilem                                                | John Holmquist  | Steve Callaghan               | 14. února 2010     | 2. června 2017                 | 7ACX14        |
| 139          | 13        | Go, Stewie, Go!                            | Stewie filmovou hvězdou                                         | Greg Colton     | Gary Janetti                  | 14. března 2010    | 2. června 2017                 | 7ACX15        |
| 140          | 14        | Peter-assment                              | Peterovi haraší                                                 | Julius Wu       | Chris Sheridan                | 21. března 2010    | 6. června 2017                 | 7ACX16        |
| 141          | 15        | Brian Griffin's House of Payne             | Tvůrčí utrpení Briana Griffina                                  | Jerry Langford  | Spencer Porter                | 28. března 2010    | 7. června 2017                 | 7ACX13        |
| 142          | 16        | April in Quahog                            | Apríl v Quahogu                                                 | Joseph Lee      | John Viener                   | 11. dubna 2010     | 7. června 2017                 | 7ACX18        |
| 143          | 17        | Brian & Stewie                             | Smysl života                                                    | Dominic Bianchi | Gary Janetti                  | 2. května 2010     | 8. června 2017                 | 7ACX20        |
| 144          | 18        | Quagmire's Dad                             | Otec nebo matka                                                 | Pete Michels    | Tom Devanney                  | 9. května 2010     | 8. června 2017                 | 7ACX19        |
| 145          | 19        | The Splendid Source                        | Zázračný zdroj                                                  | Brian Iles      | Mark Hentemann                | 16. května 2010    | 9. června 2017                 | 7ACX17        |
| 146          | 20        | Something, Something, Something, Dark Side | Griffinovi vrací úder (1. část) Griffinovi vrací úder (2. část) | Dominic Polcino | Kirker Butler                 | 23. května 2010    | 9. června 2017 13. června 2017 | 6ACX21/6ACX22 |
| 147          | 21        | Partial Terms of Endearment                | Pro dobrotu na žebrotu                                          | Joseph Lee      | Danny Smith                   | 20. června 2010    | 14. června 2017                | 7ACX10        |

### Devátá řada (2010–2011)
| Č. v seriálu | Č. v řadě | Původní název                      | Český název                                                   | Režie           | Scénář                                       | Premiéra v USA     | Premiéra v ČR                 | Produkční kód |
| ------------ | --------- | ---------------------------------- | ------------------------------------------------------------- | --------------- | -------------------------------------------- | ------------------ | ----------------------------- | ------------- |
| 148          | 1         | And Then There Were Fewer          | Jeden z nich je vrah (1. část) Jeden z nich je vrah (2. část) | Dominic Polcino | Cherry Chevapravatdumrong                    | 26. září 2010      | 8. února 2017                 | 8ACX01/8ACX02 |
| 149          | 2         | Excellent in Broadcasting          | Dokonalost vysílání                                           | John Holmquist  | Patrick Meighan                              | 3. října 2010      | 9. února 2017                 | 8ACX03        |
| 150          | 3         | Welcome Back, Carter               | Carter se kaje                                                | Cyndi Tang      | Wellesley Wild                               | 10. října 2010     | 9. února 2017                 | 8ACX04        |
| 151          | 4         | Halloween on Spooner Street        | Halloween v Quahogu                                           | Jerry Langford  | Andrew Goldberg                              | 7. listopadu 2010  | 10. února 2017                | 8ACX06        |
| 152          | 5         | Baby, You Knock Me Out             | Umíš mě uzemnit, Baby                                         | Julius Wu       | Alex Carter                                  | 14. listopadu 2010 | 10. února 2017                | 8ACX05        |
| 153          | 6         | Brain Writes a Bestseller          | Brain píše bestseller                                         | Joseph Lee      | Gary Janetti                                 | 21. listopadu 2010 | 15. února 2017                | 8ACX07        |
| 154          | 7         | Road to the North Pole             | Cesta na severní pól (1. část) Cesta na severní pól (2. část) | Greg Colton     | Chris Sheridan a Danny Smith                 | 12. prosince 2010  | 25. prosince 2016             | 8ACX08/8ACX09 |
| 155          | 8         | New Kidney in Town                 | Hledá se ledvina                                              | Pete Michels    | Matt Harrigan a Dave Willis                  | 9. ledna 2011      | 16. února 2017                | 8ACX10        |
| 156          | 9         | And I'am Joyce Kinney              | Staré křivdy                                                  | Dominic Bianchi | Alec Sulkin                                  | 16. ledna 2011     | 17. února 2017                | 8ACX12        |
| 157          | 10        | Friend of Peter Griffin            | Smrťákova lekce                                               | John Holmquist  | Brian Scully                                 | 13. února 2011     | 17. února 2017                | 8ACX13        |
| 158          | 11        | German Guy                         | Stařík, co pamatuje Hitlera                                   | Cyndi Tang      | Patrick Meighan                              | 20. února 2011     | 21. února 2017                | 8ACX14        |
| 159          | 12        | The Hand That Rocks the Wheelchair | Kdo s kým v dobrém i zlém                                     | Brian Iles      | Tom Devanney                                 | 6. března 2011     | 22. února 2017                | 8ACX11        |
| 160          | 13        | Trading Places                     | Výměna rolí                                                   | Joseph Lee      | Steve Callaghan                              | 20. března 2011    | 22. února 2017                | 8ACX17        |
| 161          | 14        | Tiegs for Two                      | Quagmire, znalec žen                                          | Jerry Langford  | John Viener                                  | 10. dubna 2011     | 23. února 2017                | 8ACX16        |
| 162          | 15        | Brothers and Sisters               | Bratři a sestry                                               | Julius Wu       | Alex Carter                                  | 17. dubna 2011     | 23. února 2017                | 8ACX15        |
| 163          | 16        | The Big Bang Theory                | Teorie velkého třesku                                         | Dominic Polcino | David A. Goodman                             | 8. května 2011     | 24. února 2017                | 8ACX18        |
| 164          | 17        | Foreign Affairs                    | Kozí chřipka                                                  | Pete Michels    | Anthony Blasucci a Mike Desilets             | 15. května 2011    | 24. února 2017                | 8ACX19        |
| 165          | 18        | It's a Trap!                       | Je to past! (1. část) Je to past! (2. část)                   | Peter Shin      | Cherry Chevapravatdumrong a David A. Goodman | 22. května 2011    | 28. února 2017 1. března 2017 | 7ACX21/7ACX22 |

### Desátá řada (2011–2012)
| Č. v seriálu | Č. v řadě | Původní název                             | Český název            | Režie           | Scénář                                   | Premiéra v USA     | Premiéra v ČR   | Produkční kód |
| ------------ | --------- | ----------------------------------------- | ---------------------- | --------------- | ---------------------------------------- | ------------------ | --------------- | ------------- |
| 166          | 1         | Lottery Fever                             | Loterijní horečka      | Greg Colton     | Andrew Goldberg                          | 25. září 2011      | 1. března 2017  | 9ACX01        |
| 167          | 2         | Seahorse Seashell Party                   | Hurikán a houbičky     | Brian Iles      | Wellesley Wild                           | 2. října 2011      | 2. března 2017  | 8ACX20        |
| 168          | 3         | Screams of Silence: The Story of Brenda Q | Příběh Brendy Q        | Dominic Bianchi | Alec Sulkin                              | 30. října 2011     | 2. března 2017  | 8ACX21        |
| 169          | 4         | Stewie Goes for a Drive                   | Stewie na útěku        | Julius Wu       | Gary Janetti                             | 6. listopadu 2011  | 3. března 2017  | 9ACX02        |
| 170          | 5         | Back to the Pilot                         | Časový paradox         | Dominic Bianchi | Mark Hentemann                           | 13. listopadu 2011 | 3. března 2017  | 9ACX08        |
| 171          | 6         | Thanksgiving                              | Návrat ztraceného syna | Jerry Langford  | Patrick Meighan                          | 20. listopadu 2011 | 7. března 2017  | 9ACX04        |
| 172          | 7         | Amish Guy                                 | Amišská lekce          | John Holmquist  | Mark Hentemann                           | 27. listopadu 2011 | 11. března 2017 | 8ACX22        |
| 173          | 8         | Cool Hand Peter                           | Frajer Peter           | Brian Iles      | Artie Johann a Shawn Ries                | 4. prosince 2011   | 11. března 2017 | 9ACX05        |
| 174          | 9         | Grumpy Old Man                            | Do starého železa      | John Holmquist  | Dave Ihlenfeld a David Wright            | 11. prosince 2011  | 9. března 2017  | 9ACX07        |
| 175          | 10        | Meg and Quagmire                          | Meg a Quagmire         | Joseph Lee      | Tom Devanney                             | 8. ledna 2012      | 9. března 2017  | 9ACX03        |
| 176          | 11        | The Blind Side                            | Má láska je slepá      | Bob Bowen       | Cherry Chevapravatdumrong                | 15. ledna 2012     | 10. března 2017 | 9ACX06        |
| 177          | 12        | Livin on Prayer                           | Scotty nesmí zemřít    | Pete Michels    | Danny Smith                              | 29. ledna 2012     | 10. března 2017 | 9ACX09        |
| 178          | 13        | Tom Tucker: A Man and His Dream           | O čem sní Tom Tucker   | Greg Colton     | Alex Carter                              | 12. února 2012     | 15. března 2017 | 9ACX10        |
| 179          | 14        | Be Careful What You Fish For              | Neodbytný úlovek       | Julius Wu       | Steve Callaghan                          | 19. února 2012     | 16. března 2017 | 9ACX11        |
| 180          | 15        | Burning Down the Bayit                    | Jak šikovně vyhořet    | Jerry Langford  | Chris Sheridan                           | 4. března 2012     | 16. března 2017 | 9ACX13        |
| 181          | 16        | Killer Queen                              | Robot zabiják          | Joseph Lee      | Spencer Porter                           | 11. března 2012    | 17. března 2017 | 9ACX12        |
| 182          | 17        | Forget-Me-Not                             | Experiment             | Brian Iles      | David A. Goodman                         | 18. března 2012    | 17. března 2017 | 9ACX14        |
| 183          | 18        | You Can´t Do That On Television, Peter    | Veselá školička        | Bob Bowen       | Julius Sharpe                            | 1. dubna 2012      | 21. března 2017 | 9ACX15        |
| 184          | 19        | Mr. and Mrs. Stewie                       | Zamilovaný Stewie      | Joe Vaux        | Gary Janetti                             | 29. dubna 2012     | 22. března 2017 | 9ACX17        |
| 185          | 20        | Leggo My Meg-O                            | Meg v Paříži           | John Holmquist  | Brian Scully                             | 6. května 2012     | 22. března 2017 | 9ACX16        |
| 186          | 21        | Tea Peter                                 | Peter a čajové hnutí   | Pete Michels    | Patrick Meighan                          | 13. května 2012    | 23. března 2017 | 9ACX18        |
| 187          | 22        | Family Guy Viewer Mail No. 2              | Nad dopisy diváků      | Greg Colton     | Tom Devanney, Alec Sulkin a Deepak Sethi | 20. května 2012    | 23. března 2017 | 9ACX19        |
| 188          | 23        | Internal Affairs                          | Domácí peklo           | Julius Wu       | Wellesley Wild                           | 20. května 2012    | 24. března 2017 | 9ACX20        |

### Jedenáctá řada (2012–2013)
| Č. v seriálu | Č. v řadě | Původní název               | Český název                | Režie          | Scénář                           | Premiéra v USA     | Premiéra v ČR  | Produkční kód |
| ------------ | --------- | --------------------------- | -------------------------- | -------------- | -------------------------------- | ------------------ | -------------- | ------------- |
| 189          | 1         | Into Fat Air                | Rodinný závod              | Joseph Lee     | Alec Sulkin                      | 30. září 2012      | 14. dubna 2017 | 9ACX21        |
| 190          | 2         | Ratings Guy                 | Vládce sledovanosti        | James Purdum   | Dave Ihlenfeld a David Wright    | 7. října 2012      | 14. dubna 2017 | AACX01        |
| 191          | 3         | The Old Man and the Big 'C' | Starý muž ve znamení raka  | Brian Iles     | Mike Desilets a Anthony Blasucci | 4. listopadu 2012  | 18. dubna 2017 | 9ACX22        |
| 192          | 4         | Yug Ylimaf                  | Brian otáčí čas            | John Holmquist | Mark Hentemann                   | 11. listopadu 2012 | 19. dubna 2017 | AACX04        |
| —            | —         | 200 Episodes Later          | O 200 epizod později       | Brad Lachman   | Michael O'Rourke                 | 11. listopadu 2012 | 19. dubna 2017 | AACX45        |
| 193          | 5         | Joe's Revenge               | Joeova pomsta              | Bob Bowen      | Julius Sharpe                    | 18. listopadu 2012 | 20. dubna 2017 | AACX03        |
| 194          | 6         | Lois Comes Out of Her Shell | Lois chytá druhý dech      | Joe Vaux       | Danny Smith                      | 25. listopadu 2012 | 20. dubna 2017 | AACX05        |
| 195          | 7         | Friends Without Benefits    | Kamarádi bez výhod         | Jerry Langford | Cherry Chevapravatdumrong        | 9. prosince 2012   | 21. dubna 2017 | AACX02        |
| 196          | 8         | Jesus, Mary and Joseph!     | Ježíš Mariá Josefe         | Julius Wu      | Tom Devanney                     | 23. prosince 2012  | 21. dubna 2017 | AACX07        |
| 197          | 9         | Space Cadet                 | Hvězdný kadet              | Pete Michels   | Alex Carter                      | 6. ledna 2013      | 25. dubna 2017 | AACX06        |
| 198          | 10        | Brian's Play                | Brianova hra               | Joseph Lee     | Gary Janetti                     | 13. ledna 2013     | 26. dubna 2017 | AACX08        |
| 199          | 11        | The Giggity Wife            | Quagmirova žena            | Brian Iles     | Andrew Goldberg                  | 27. ledna 2013     | 26. dubna 2017 | AACX09        |
| 200          | 12        | Valentine's Day in Quahog   | Den svatého Valentýna      | Bob Bowen      | Daniel Palladino                 | 10. února 2013     | 27. dubna 2017 | AACX11        |
| 201          | 13        | Chris Cross                 | Sněžný ptáček              | Jerry Langford | Anthony Blasucci a Mike Desilets | 17. února 2013     | 27. dubna 2017 | AACX10        |
| 202          | 14        | Call Girl                   | Sex po telefonu            | John Holmquist | Wellesley Wild                   | 10. března 2013    | 28. dubna 2017 | AACX12        |
| 203          | 15        | Turban Cowboy               | Peter muslimem             | Joe Vaux       | Artie Johann a Shawn Ries        | 17. března 2013    | 28. dubna 2017 | AACX13        |
| 204          | 16        | 12 and a Half Angry Men     | 12 a půl rozhněvaného muže | Pete Michels   | Ted Jessup                       | 24. března 2013    | 2. května 2017 | AACX14        |
| 205          | 17        | Bigfat                      | Peter divochem             | Julius Wu      | Brian Scully                     | 14. dubna 2013     | 3. května 2017 | AACX15        |
| 206          | 18        | Total Recall                | Rupert zabiják             | Joseph Lee     | Kristin Long                     | 28. dubna 2013     | 3. května 2017 | AACX16        |
| 207          | 19        | Save the Clam               | Zachraňte škebli           | Brian Iles     | Chris Sheridan                   | 5. května 2013     | 17. srpna 2017 | AACX18        |
| 208          | 20        | Farmer Guy                  | Peter farmářem             | Mike Kim       | Patrick Meighan (writer)         | 12. května 2013    | 17. srpna 2017 | AACX19        |
| 209          | 21        | Roads to Vegas              | Cesta do Vegas             | Greg Colton    | Steve Callaghan                  | 19. května 2013    | 5. května 2017 | AACX20        |
| 210          | 22        | No Country Club for Old Men | Tenhle klub není pro starý | Jerry Langford | Teresa Hsiao                     | 19. května 2013    | 5. května 2017 | AACX21        |

### Dvanáctá řada (2013–2014)
| Č. v seriálu | Č. v řadě | Původní název                         | Český název                 | Režie           | Scénář                           | Premiéra v USA     | Premiéra v ČR     | Produkční kód |
| ------------ | --------- | ------------------------------------- | --------------------------- | --------------- | -------------------------------- | ------------------ | ----------------- | ------------- |
| 211          | 1         | Finders Keepers                       | Honba za pokladem           | John Holmquist  | Mike Desilets a Anthony Blasucci | 29. září 2013      | 22. srpna 2017    | BACX01        |
| 212          | 2         | Vestigial Peter                       | Peterovo dvojče             | Julius Wu       | Brian Scully                     | 6. října 2013      | 23. srpna 2017    | BACX02        |
| 213          | 3         | Quagmire's Quagmire                   | Quagmire je Quagmire        | Pete Michels    | Cherry Chevapravatdumrong        | 3. listopadu 2013  | 23. srpna 2017    | BACX03        |
| 214          | 4         | A Fistful of Meg                      | Meg zápasí                  | Joe Vaux        | Dominic Bianchi a Joe Vaux       | 10. listopadu 2013 | 24. srpna 2017    | AACX22        |
| 215          | 5         | Boopa-dee Bappa-dee                   | Italské prázdniny           | Mike Kim        | Wellesley Wild                   | 17. listopadu 2013 | 24. srpna 2017    | BACX04        |
| 216          | 6         | Life of Brian                         | Život Briana                | Joseph Lee      | Alex Carter                      | 24. listopadu 2013 | 25. srpna 2017    | BACX05        |
| 217          | 7         | Into Harmony's Way                    | Cesta k harmonii            | Brian Iles      | Julius Sharpe                    | 8. prosince 2013   | 25. srpna 2017    | BACX06        |
| 218          | 8         | Christmas Guy                         | Vánoční pouť                | Greg Colton     | Patrick Meighan                  | 15. prosince 2013  | 24. prosince 2016 | BACX07        |
| 219          | 9         | Peter Problems                        | Peterovy problémy           | Bob Bowen       | Teresa Hsiao                     | 5. ledna 2014      | 30. srpna 2017    | BACX08        |
| 220          | 10        | Grimm Job                             | Pohádky na dobrou noc       | Joe Vaux        | Alec Sulkin                      | 12. ledna 2014     | 30. srpna 2017    | BACX09        |
| 221          | 11        | Brian's a Bad Father                  | Brian je špatný otec        | Jerry Langford  | Chris Sheridan                   | 26. ledna 2014     | 31. srpna 2017    | BACX10        |
| 222          | 12        | Mom's the Word                        | Jedno slovo Máma            | John Holmquist  | Ted Jessup                       | 9. března 2014     | 31. srpna 2017    | BACX11        |
| 223          | 13        | 3 Acts of God                         | Tři skutky Boží             | Bob Bowen       | Alec Sulkin                      | 16. března 2014    | 1. září 2017      | AACX17        |
| 224          | 14        | Fresh Heir                            | Nový dědic                  | Mike Kim        | Steve Callaghan                  | 23. března 2014    | 1. září 2017      | BACX13        |
| 225          | 15        | Secondhand Spoke                      | Kdopak to mluví             | Julius Wu       | Dave Ihlenfeld a David Wright    | 30. března 2014    | 5. září 2017      | BACX12        |
| 226          | 16        | Herpe the Love Sore                   | Opar – nemoc z lásky        | Greg Colton     | Andrew Goldberg                  | 6. dubna 2014      | 6. září 2017      | BACX16        |
| 227          | 17        | The Most Interesting Man in the World | Nejzajímavější muž na světě | Joseph Lee      | Tom Devanney                     | 13. dubna 2014     | 6. září 2017      | BACX14        |
| 228          | 18        | Baby Got Black                        | Má láska je černá           | Brian Iles      | Kevin Biggins a Travis Bowe      | 27. dubna 2014     | 7. září 2017      | BACX15        |
| 229          | 19        | Meg Stinks!                           | Meg de na vysokou           | Bob Bowen       | Danny Smith                      | 4. května 2014     | 7. září 2017      | BACX17        |
| 230          | 20        | He's Bla-ack!                         | Cleveland se vrací          | Steve Robertson | Julius Sharpe                    | 11. května 2014    | 8. září 2017      | BACX19        |
| 231          | 21        | Chap Stewie                           | Chlapák Stewie              | Joe Vaux        | Artie Johann a Shawn Ries        | 18. května 2014    | 8. září 2017      | BACX18        |

### Třináctá řada (2014–2015)
| Č. v seriálu | Č. v řadě | Původní název                                | Český název                                                               | Režie           | Scénář                    | Premiéra v USA     | Premiéra v ČR      | Produkční kód | Sledovanost v USA (v milionech) |
| ------------ | --------- | -------------------------------------------- | ------------------------------------------------------------------------- | --------------- | ------------------------- | ------------------ | ------------------ | ------------- | ------------------------------- |
| 232          | 1         | The Simpsons Guy                             | Griffinovi ve Springfieldu (1. část) Griffinovi ve Springfieldu (2. část) | Peter Shin      | Patrick Meighan           | 28. září 2014      | 15. září 2017      | BACX22/BACX23 | 8,45                            |
| 233          | 2         | The Book of Joe                              | Joeova kniha                                                              | Mike Kim        | Mike Desilets             | 5. října 2014      | 15. září 2017      | CACX01        | 3,63                            |
| 234          | 3         | Baking Bad                                   | Sušenky                                                                   | Jerry Langford  | Mark Hentemann            | 19. října 2014     | 22. září 2017      | BACX20        | 4,74                            |
| 235          | 4         | Brian the Closer                             | Brianovy nové zuby                                                        | John Holmquist  | Steve Marmel              | 9. listopadu 2014  | 22. září 2017      | BACX21        | 3,63                            |
| 236          | 5         | Turkey Guys                                  | Lovci krocanů                                                             | Julius Wu       | Cherry Chevapravatdumrong | 16. listopadu 2014 | 22. září 2017      | CACX02        | 4,46                            |
| 237          | 6         | The 2000-Year-Old Virgin                     | 2000 let starý panic                                                      | Joseph Lee      | Ted Jessup                | 7. prosince 2014   | 29. září 2017      | CACX03        | 4,44                            |
| 238          | 7         | Stewie, Chris, & Brian's Excellent Adventure | Znamenité dobrodružství Stewieho, Chrise a Briana                         | Joe Vaux        | Alex Carter               | 4. ledna 2015      | 6. října 2017      | CACX04        | 5,53                            |
| 239          | 8         | Our Idiot Brian                              | Zachraňte Briana                                                          | John Holmquist  | Aaron Lee                 | 11. ledna 2015     | 6. října 2017      | CACX05        | 4,12                            |
| 240          | 9         | This Little Piggy                            | Zlatá brána otevřená                                                      | Brian Iles      | Kristin Long              | 25. ledna 2015     | 6. října 2017      | CACX06        | 3,19                            |
| 241          | 10        | Quagmire's Mom                               | Quagmirova matka                                                          | Greg Colton     | Tom Devanney              | 8. února 2015      | 13. října 2017     | CACX07        | 2,81                            |
| 242          | 11        | Encyclopedia Griffin                         | Griffinova encyklopedie                                                   | Jerry Langford  | Lew Morton                | 15. února 2015     | 13. října 2017     | CACX08        | 2,51                            |
| 243          | 12        | Stewie is Enceinte                           | Stewie v jináči                                                           | Steve Robertson | Gary Janetti              | 8. března 2015     | 20. října 2017     | CACX09        | 3,98                            |
| 244          | 13        | Dr. C and the Women                          | Dr. Cleveland a ženy                                                      | Mike Kim        | Travis Bowe               | 15. března 2015    | 20. října 2017     | CACX10        | 3,45                            |
| 245          | 14        | #JOLO                                        | Nový Joe                                                                  | Julius Wu       | Artie Johann a Shawn Ries | 12. dubna 2015     | 27. října 2017     | CACX11        | 3,11                            |
| 246          | 15        | Once Bitten                                  | Kdo se jednou spálil                                                      | Joseph Lee      | Anthony Blasucci          | 19. dubna 2015     | 27. října 2017     | CACX12        | 3,30                            |
| 247          | 16        | Roasted Guy                                  | Opečený a zhrzený                                                         | Joe Vaux        | Andrew Goldberg           | 26. dubna 2015     | 3. listopadu 2017  | CACX13        | 3,17                            |
| 248          | 17        | Fighting Irish                               | Rvačka s Irem                                                             | Brian Iles      | Jaydi Samuels             | 3. května 2015     | 3. listopadu 2017  | CACX15        | 3,68                            |
| 249          | 18        | Take My Wife                                 | Dokonalý pár                                                              | John Holmquist  | Kevin Biggins             | 17. května 2015    | 10. listopadu 2017 | CACX14        | 2,85                            |

### Čtrnáctá řada (2015–2016)
| Č. v seriálu | Č. v řadě | Původní název                 | Český název                     | Režie           | Scénář                    | Premiéra v USA     | Premiéra v ČR      | Produkční kód | Sledovanost v USA (v milionech) |
| ------------ | --------- | ----------------------------- | ------------------------------- | --------------- | ------------------------- | ------------------ | ------------------ | ------------- | ------------------------------- |
| 250          | 1         | Pilling Them Softly           | Pilulománie                     | Jerry Langford  | Hayes Davenport           | 27. září 2015      | 10. listopadu 2017 | CACX17        | 2,87                            |
| 251          | 2         | Papa Has a Rollin' Son        | Den otců                        | Steve Robertson | Danny Smith               | 4. října 2015      | 17. listopadu 2017 | CACX18        | 3,56                            |
| 252          | 3         | Guy, Robot                    | Kámoš robot                     | Mike Kim        | Chris Regan               | 11. října 2015     | 17. listopadu 2017 | DACX02        | 2,79                            |
| 253          | 4         | Peternormal Activity          | Hororový scénář                 | Greg Colton     | Chris Sheridan            | 25. října 2015     | 24. listopadu 2017 | CACX16        | 3,85                            |
| 254          | 5         | Peter, Chris, & Brian         | Chris dospívá v muže            | Joe Vaux        | Patrick Meighan           | 8. listopadu 2015  | 24. listopadu 2017 | DACX03        | 2,58                            |
| 255          | 6         | Peter's Sister                | Peterova sestra                 | John Holmquist  | Tom Devanney              | 15. listopadu 2015 | 1. prosince 2017   | DACX04        | 2,91                            |
| 256          | 7         | Hot Pocket-Dial               | Žena nejlepšího kamaráda        | Steve Robertson | Aaron Lee                 | 22. listopadu 2015 | 1. prosince 2017   | DACX06        | 3,37                            |
| 257          | 8         | Brokeback Swanson             | Opravdu drsný běh s býky        | Julius Wu       | Ted Jessup                | 6. prosince 2015   | 8. prosince 2017   | DACX07        | 3,63                            |
| 258          | 9         | A Shot in the Dark            | Výstřel ve tmě                  | Brian Iles      | Mike Desilets             | 13. prosince 2015  | 8. prosince 2017   | DACX05        | 3,74                            |
| 259          | 10        | Candy, Quahog Marshmallow     | Výlet do Koreje                 | Joseph Lee      | Cherry Chevapravatdumrong | 3. ledna 2016      | 15. prosince 2017  | DACX01        | 3,26                            |
| 260          | 11        | The Peanut Butter Kid         | Burákovej miláček               | Greg Colton     | Artie Johann              | 10. ledna 2016     | 15. prosince 2017  | DACX08        | 3,92                            |
| 261          | 12        | Scammed Yankees               | Podfouknutý Yankeeové           | Jerry Langford  | Ray James                 | 17. ledna 2016     | 22. prosince 2017  | DACX09        | 3,40                            |
| 262          | 13        | An App a Day                  | Aspoň appku denně               | Mike Kim        | Anthony Blasucci          | 14. února 2016     | 22. prosince 2017  | DACX12        | 2,57                            |
| 263          | 14        | Underage Peter                | Peterův zákon                   | Joseph Lee      | Shawn Ries                | 21. února 2016     | 29. prosince 2017  | DACX13        | 2,72                            |
| 264          | 15        | A Lot Going on Upstairs       | Noční můra                      | Joe Vaux        | Steve Callaghan           | 6. března 2016     | 29. prosince 2017  | DACX11        | 2,74                            |
| 265          | 16        | The Heartbreak Dog            | Empatický Brian                 | Brian Iles      | Lew Morton                | 13. března 2016    | 5. ledna 2018      | DACX14        | 2,98                            |
| 266          | 17        | Take a Letter                 | Pošta pro tebe                  | John Holmquist  | Kevin Biggins             | 17. dubna 2016     | 5. ledna 2018      | DACX15        | 2,93                            |
| 267          | 18        | The New Adventures of Old Tom | Nová dobrodružství starého Toma | Steve Robertson | Travis Bowe               | 8. května 2016     | 12. ledna 2018     | DACX16        | 2,76                            |
| 268          | 19        | Run, Chris, Run               | Chris vítězí                    | Julius Wu       | Damien Fahey              | 15. května 2016    | 19. ledna 2018     | DACX17        | 2,65                            |
| 269          | 20        | Road to India                 | Cesta do Indie                  | Greg Colton     | Danny Smith               | 22. května 2016    | 26. ledna 2018     | DACX18        | 2,59                            |

### Patnáctá řada (2016–2017)
| Č. v seriálu | Č. v řadě | Původní název                                | Český název                  | Režie           | Scénář                    | Premiéra v USA     | Premiéra v ČR | Produkční kód | Sledovanost v USA (v milionech) |
| ------------ | --------- | -------------------------------------------- | ---------------------------- | --------------- | ------------------------- | ------------------ | ------------- | ------------- | ------------------------------- |
| 270          | 1         | The Boys in the Band                         | Kluci z kapely               | Joseph Lee      | Chris Regan               | 25. září 2016      | 12. září 2019 | EACX01        | 2,80                            |
| 271          | 2         | Bookie of the Year                           | Sázkař roku                  | Jerry Langford  | Daniel Peck               | 2. října 2016      | 10. září 2019 | DACX10        | 3,47                            |
| 272          | 3         | American Gigg-olo                            | Americký džigolo             | Mike Kim        | Chris Sheridan            | 16. října 2016     | 11. září 2019 | DACX19        | 3,68                            |
| 273          | 4         | Inside Family Guy                            | Vnitru Griffinových          | Joe Vaux        | Andrew Goldberg           | 23. října 2016     | 11. září 2019 | DACX20        | 2,49                            |
| 274          | 5         | Chris Has Got a Date, Date, Date, Date, Date | Chris má rande, rande, rande | Brian Iles      | Artie Johann              | 6. listopadu 2016  | 12. září 2019 | EACX02        | 2,60                            |
| 275          | 6         | Hot Shots                                    | (Ne)očkování                 | John Holmquist  | David A. Goodman          | 13. listopadu 2016 | 13. září 2019 | EACX03        | 3,58                            |
| 276          | 7         | High School English                          | Čtenářský deník              | Steve Robertson | Ted Jessup                | 20. listopadu 2016 | 13. září 2019 | EACX04        | 2,74                            |
| 277          | 8         | Carter and Tricia                            | Carter a Tricia              | Mike Kim        | Patrick Meighan           | 4. prosince 2016   | 14. září 2019 | EACX05        | 3,45                            |
| 278          | 9         | How the Griffin Stole Christmas              | Jak Griffin ukradl Vánoce    | Julius Wu       | Aaron Lee                 | 11. prosince 2016  | 17. září 2019 | EACX06        | 3,05                            |
| 279          | 10        | Passenger Fatty-Seven                        | Únos letadla                 | Greg Colton     | Alex Carter               | 8. ledna 2017      | 18. září 2019 | EACX07        | 4,00                            |
| 280          | 11        | Gronkowsbees                                 | Jak se zbavit souseda        | Jerry Langford  | Cherry Chevapravatdumrong | 15. ledna 2017     | 18. září 2019 | EACX08        | 3,55                            |
| 281          | 12        | Peter's Def Jam                              | DJ Hluchoň                   | Joe Vaux        | Anthony Blasucci          | 12. února 2017     | 19. září 2019 | EACX09        | 1,86                            |
| 282          | 13        | The Finer Strings                            | Jako z partesu               | Joseph Lee      | Shawn Ries                | 19. února 2017     | 19. září 2019 | EACX10        | 2,26                            |
| 283          | 14        | The Dating Game                              | Ve spárech seznamky          | Brian Iles      | Tom Devanney              | 5. března 2017     | 20. září 2019 | EACX11        | 2,48                            |
| 284          | 15        | Cop and a Half-Wit                           | Hrdina v utajení             | John Holmquist  | Ray James                 | 12. března 2017    | 20. září 2019 | EACX12        | 2,51                            |
| 285          | 16        | Saturated Fat Guy                            | Zdravé peklo                 | Steve Robertson | Damien Fahey              | 19. března 2017    | 21. září 2019 | EACX13        | 2,34                            |
| 286          | 17        | Peter's Lost Youth                           | Peterovo ztracené mládí      | Julius Wu       | Danny Smith               | 26. března 2017    | 24. září 2019 | EACX14        | 2,17                            |
| 287          | 18        | The Peter Principal                          | Peter ředitelem              | Greg Colton     | Steve Callaghan           | 30. dubna 2017     | 25. září 2019 | EACX16        | 2,42                            |
| 288          | 19        | Dearly Deported                              | Drazí deportovaní            | Jerry Langford  | Mike Desilets             | 21. května 2017    | 25. září 2019 | EACX17        | 2,14                            |
| 289          | 20        | A House Full of Peters                       | Dům plný Peterů              | Joseph Lee      | Chris Sheridan            | 21. května 2017    | 26. září 2019 | EACX19        | 2,14                            |

### Šestnáctá řada (2017–2018)
| Č. v seriálu | Č. v řadě | Původní název                     | Český název            | Režie                                      | Scénář                    | Premiéra v USA     | Premiéra v ČR      | Produkční kód | Sledovanost v USA (v milionech) |
| ------------ | --------- | --------------------------------- | ---------------------- | ------------------------------------------ | ------------------------- | ------------------ | ------------------ | ------------- | ------------------------------- |
| 290          | 1         | Emmy-Winning Episode              | Epizoda oceněná Emmy   | James Purdum, Dominic Bianchi a Peter Shin | Aaron Lee                 | 1. října 2017      | 12. listopadu 2019 | FACX06        | 2,80                            |
| 291          | 2         | Foxx in the Men House             | Kozel zahradník        | Brian Iles                                 | Andrew Goldberg           | 8. října 2017      | 13. listopadu 2019 | EACX20        | 3,05                            |
| 292          | 3         | Nanny Goats                       | Chůva k nezaplacení    | Steve Robertson                            | Tom Devanney              | 15. října 2017     | 13. listopadu 2019 | FACX02        | 2,54                            |
| 293          | 4         | Follow the Money                  | Honba za dolarem       | Mike Kim                                   | Kevin Biggins             | 22. října 2017     | 14. listopadu 2019 | EACX15        | 2,69                            |
| 294          | 5         | Three Directors                   | Tři režiséři           | Joe Vaux                                   | Travis Bowe               | 5. listopadu 2017  | 14. listopadu 2019 | EACX18        | 2,31                            |
| 295          | 6         | The D in Apartment 23             | Brianův tweet          | Julius Wu                                  | Artie Johann              | 12. listopadu 2017 | 15. listopadu 2019 | FACX03        | 3,11                            |
| 296          | 7         | Petey IV                          | Peter vs. Putin        | Mike Kim                                   | Anthony Blasucci          | 19. listopadu 2017 | 15. listopadu 2019 | FACX04        | 2,08                            |
| 297          | 8         | Crimes and Meg's Demeanor         | Zločin a Megin trest   | Greg Colton                                | Mike Desilets             | 3. prosince 2017   | 16. listopadu 2019 | FACX05        | 2,59                            |
| 298          | 9         | Don't Be a Dickens At Christmas   | Peterovy Vánoce        | Jerry Langford                             | Danny Smith               | 10. prosince 2017  | 19. listopadu 2019 | FACX07        | 2,98                            |
| 299          | 10        | Boy (Dog) Meets Girl (Dog)        | Psí námluvy            | Brian Iles                                 | Steve Callaghan           | 7. ledna 2018      | 20. listopadu 2019 | FACX09        | 3,40                            |
| 300          | 11        | Dog Bites Bear                    | Pes roztrhal medvěda   | John Holmquist                             | Cherry Chevapravatdumrong | 14. ledna 2018     | 20. listopadu 2019 | FACX01        | 4,10                            |
| 301          | 12        | Send in Stewie, Please            | Stewieho terapie       | Joe Vaux                                   | Gary Janetti              | 18. března 2018    | 22. listopadu 2019 | FACX10        | 2,24                            |
| 302          | 13        | V is for Mystery                  | Případ pro Sherlocka   | Joseph Lee                                 | David A. Goodman          | 25. března 2018    | 21. listopadu 2019 | FACX08        | 1,91                            |
| 303          | 14        | Veteran Guy                       | Čtyři veteráni         | John Holmquist                             | Patrick Meighan           | 1. dubna 2018      | 21. listopadu 2019 | FACX11        | 2,05                            |
| 304          | 15        | The Woof of Wall Street           | Čokl z Wall Streetu    | Steve Robertson                            | Alex Carter               | 8. dubna 2018      | 22. listopadu 2019 | FACX12        | 1,93                            |
| 305          | 16        | Family Guy Through the Years      | Griffinovi v běhu času | Julius Wu                                  | Chris Sheridan            | 22. dubna 2018     | 23. listopadu 2019 | FACX13        | 2,00                            |
| 306          | 17        | Switch the Flip                   | Výměna těl             | Mike Kim                                   | Kevin Biggins             | 29. dubna 2018     | 26. listopadu 2019 | FACX14        | 2,26                            |
| 307          | 18        | HTTPete                           | Peter, zkáza internetu | Greg Colton                                | Damien Fahey              | 5. května 2018     | 27. listopadu 2019 | FACX15        | 1,92                            |
| 308          | 19        | The Unkindest Cut                 | Nejdrsnější řez        | Jerry Langford                             | Mark Hentemann            | 13. května 2018    | 27. listopadu 2019 | FACX16        | 2,15                            |
| 309          | 20        | Are You There God? It's Me, Peter | Mrtvý prd ví           | Joseph Lee                                 | Travis Bowe               | 20. května 2018    | 28. listopadu 2019 | FACX17        | 1,83                            |

### Sedmnáctá řada (2018–2019)
| Č. v seriálu | Č. v řadě | Původní název                | Český název                      | Režie           | Scénář                     | Premiéra v USA     | Premiéra v ČR      | Produkční kód | Sledovanost v USA (v milionech) |
| ------------ | --------- | ---------------------------- | -------------------------------- | --------------- | -------------------------- | ------------------ | ------------------ | ------------- | ------------------------------- |
| 310          | 1         | Married... with Cancer       | Ženatý se závazkem (1. část)     | Mike Kim        | Aaron Lee                  | 30. září 2018      | 7. listopadu 2020  | HACX02        | 2,57                            |
| 311          | 2         | Dead Dog Walking             | Mrtvý pes přichází (2. část)     | Julius Wu       | Chris Sheridan             | 7. října 2018      | 7. listopadu 2020  | HACX03        | 2,69                            |
| 312          | 3         | Pal Stewie                   | Kámoš Stewie                     | Brian Iles      | John Viener a Matt Pabian  | 14. října 2018     | 8. listopadu 2020  | FACX18        | 1,99                            |
| 313          | 4         | Big Trouble in Little Quahog | Velké nesnáze v malém Quahogu    | Joe Vaux        | Dominic Bianchi a Joe Vaux | 21. října 2018     | 8. listopadu 2020  | FACX19        | 2,57                            |
| 314          | 5         | Regarding Carter             | Myslete na Cartera               | Greg Colton     | Alex Carter                | 4. listopadu 2018  | 14. listopadu 2020 | HACX04        | 2,60                            |
| 315          | 6         | Stand by Meg                 | Zachraňte Meg                    | Jerry Langford  | Billy Domineau             | 11. listopadu 2018 | 14. listopadu 2020 | HACX05        | 2,29                            |
| 316          | 7         | The Griffin Winter Games     | Meg na zimních hrách             | Steve Robertson | Artie Johann               | 18. listopadu 2018 | 15. listopadu 2020 | HACX01        | 2,66                            |
| 317          | 8         | Con Heiress                  | Zlatokopové                      | Brian Iles      | Mark Hentemann             | 2. prosince 2018   | 15. listopadu 2020 | HACX07        | 2,72                            |
| 318          | 9         | Pawtucket Pete               | Souboj maskotů                   | John Holmquist  | Chris Regan                | 9. prosince 2018   | 26. prosince 2020  | FACX20        | 3,50                            |
| 319          | 10        | Hefty Shades of Gray         | Chlapácké odstíny šedi (1. část) | Joseph Lee      | Mike Desilets              | 6. ledna 2019      | 26. prosince 2020  | HACX08        | 2,42                            |
| 320          | 11        | Trump Guy                    | U Trumpů (2. část)               | Joe Vaux        | Patrick Meighan            | 13. ledna 2019     | 27. prosince 2020  | HACX09        | 4,04                            |
| 321          | 12        | Bri, Robot                   | Brianův smysl života             | John Holmquist  | Patrick Meighan            | 10. února 2019     | 27. prosince 2020  | HACX10        | 1,81                            |
| 322          | 13        | Trans-Fat                    | Trans-tloušť                     | Steve Robertson | Wellesley Wild             | 17. února 2019     | 28. listopadu 2020 | HACX11        | 2,23                            |
| 323          | 14        | Family Guy Lite              | Peter na dietě                   | Mike Kim        | Anthony Blasucci           | 3. března 2019     | 29. listopadu 2020 | HACX12        | 2,10                            |
| 324          | 15        | No Giggity, No Doubt         | Otec na baterky                  | Julius Wu       | Kevin Biggins              | 10. března 2019    | 21. listopadu 2020 | HACX13        | 2,25                            |
| 325          | 16        | You Can't Handle the Booth!  | V kabině se dějí věci            | Greg Colton     | Damien Fahey               | 24. března 2019    | 21. listopadu 2020 | HACX14        | 2,01                            |
| 326          | 17        | Island Adventure             | Ostrov odpadů                    | Jerry Langford  | Steve Callaghan            | 31. března 2019    | 28. listopadu 2020 | HACX06        | 2,15                            |
| 327          | 18        | Throw It Away                | Očista dočista                   | Brian Iles      | Cherry Chevapravatdumrong  | 28. dubna 2019     | 22. listopadu 2020 | HACX15        | 1,95                            |
| 328          | 19        | Girl, Internetted            | Zinternetovaná Meg               | Joe Vaux        | Chris Regan                | 5. května 2019     | 22. listopadu 2020 | HACX17        | 1,72                            |
| 329          | 20        | Adam West High               | Střední škola Adama Westa        | Joseph Lee      | Artie Johann               | 12. května 2019    | 6. prosince 2020   | HACX16        | 1,78                            |

### Osmnáctá řada (2019–2020)
| Č. v seriálu | Č. v řadě | Původní název                         | Český název                 | Režie           | Scénář                      | Premiéra v USA     | Premiéra v ČR   | Produkční kód |
| ------------ | --------- | ------------------------------------- | --------------------------- | --------------- | --------------------------- | ------------------ | --------------- | ------------- |
| 330          | 1         | Yacht Rocky                           | Na vlnách Yacht Rocku       | John Holmquist  | Travis Bowe                 | 29. září 2019      | 4. května 2021  | HACX18        |
| 331          | 2         | Bri-Da                                | Taťka Bri                   | Steve Robertson | Tom Devanney                | 6. října 2019      | 5. května 2021  | HACX19        |
| 332          | 3         | Absolutely Babulous                   | Co nevíte o Babs            | Mike Kim        | Mark Hentemann a Ted Jessup | 13. října 2019     | 6. května 2021  | HACX20        |
| 333          | 4         | Disney's The Reboot                   | Od restartu ke kořenům      | Greg Colton     | Kirker Butler               | 20. října 2019     | 7. května 2021  | JACX02        |
| 334          | 5         | Cat Fight                             | Kočkování                   | Jerry Langford  | Steve Callaghan             | 3. listopadu 2019  | 8. května 2021  | JACX03        |
| 335          | 6         | Peter & Lois' Wedding                 | Zlatý devadesátý            | Joe Vaux        | Mark Hentemann              | 10. listopadu 2019 | 11. května 2021 | JACX05        |
| 336          | 7         | Heart Burn                            | Srdce v akci                | Steve Robertson | Matt Pabian a Matt McElaney | 17. listopadu 2019 | 12. května 2021 | JACX10        |
| 337          | 8         | Shanksgiving                          | Radši vězení než díkůvzdání | Brian Iles      | Alex Carter                 | 24. listopadu 2019 | 13. května 2021 | JACX04        |
| 338          | 9         | Christmas Is Coming                   | Vánoce přicházejí           | John Holmquist  | Travis Bowe                 | 15. prosince 2019  | 14. května 2021 | JACX06        |
| 339          | 10        | Connie's Celica                       | Connie vrací úder           | Joseph Lee      | Kevin Biggins               | 5. ledna 2020      | 15. května 2021 | JACX08        |
| 340          | 11        | Short Cuts                            | Oko za oko                  | Julius Wu       | Kirker Butler               | 16. února 2020     | 18. května 2021 | JACX11        |
| 341          | 12        | Undergrounded                         | V podzemí                   | Greg Colton     | Mike Desilets               | 23. února 2020     | 19. května 2021 | JACX13        |
| 342          | 13        | Rich Old Stewie                       | Starej zazobanej Stewie     | Brian Iles      | Chris Sheridan              | 1. března 2020     | 20. května 2021 | JACX12        |
| 343          | 14        | The Movement                          | Zahájení sezóny             | Joe Vaux        | Maggie Mull                 | 8. března 2020     | 21. května 2021 | JACX15        |
| 344          | 15        | Baby Stewie                           | Batole Stewie               | Jerry Langford  | Artie Johann                | 15. března 2020    | 22. května 2021 | JACX14        |
| 345          | 16        | Start Me Up                           | Nastartuj mě                | John Holmquist  | Daniel Peck                 | 19. dubna 2020     | 25. května 2021 | JACX16        |
| 346          | 17        | Coma Guy                              | Muž v kómatu                | Steve Robertson | Patrick Meighan             | 26. dubna 2020     | 26. května 2021 | JACX07        |
| 347          | 18        | Better Off Meg                        | Meg odchází                 | Anthony Agrusa  | Emily Towers                | 3. května 2020     | 27. května 2021 | JACX17        |
| 348          | 19        | Holly Bibble                          | Bible svatá                 | Julius Wu       | Cherry Chevapravatdumrong   | 10. května 2020    | 28. května 2021 | JACX01        |
| 349          | 20        | Movin' In (Principal Shepherd's Song) | Ředitel Shepherd na dlažbě  | Joseph Lee      | Danny Smith                 | 17. května 2020    | 29. května 2021 | JACX18        |

### Devatenáctá řada (2020–2021)
| Č. v seriálu | Č. v řadě | Původní název                | Český název                          | Režie                      | Scénář          | Premiéra v USA     | Premiéra v ČR   | Produkční kód |
| ------------ | --------- | ---------------------------- | ------------------------------------ | -------------------------- | --------------- | ------------------ | --------------- | ------------- |
| 350          | 1         | Stewie's First Word          | Stewieho první slova                 | Mike Kim                   | Patrick Meighan | 27. září 2020      | 28. května 2025 | JACX19        |
| 351          | 2         | The Talented Mr. Stewie      | Talentovaný pan Stewie               | Greg Colton                | Gary Janetti    | 4. října 2020      | 29. května 2025 | JACX20        |
| 352          | 3         | Boys & Squirrels             | Kluci a veverky                      | Joe Vaux                   | Steve Callaghan | 11. října 2020     | 29. května 2025 | KACX02        |
| 353          | 4         | Cutawayland                  | Země přestřihů                       | Brian Iles                 | Patrick Meighan | 1. listopadu 2020  | 30. května 2025 | KACX01        |
| 354          | 5         | La Famiglia Guy              | La Griffin familia                   | John Holmquist             | Alex Carter     | 8. listopadu 2020  | 30. května 2025 | KACX03        |
| 355          | 6         | Meg's Wedding                | Meg se vdává                         | Steve Robertson            | Mike Desilets   | 15. listopadu 2020 | 31. května 2025 | KACX05        |
| 356          | 7         | Wild Wild West               | Divoký západ                         | Jerry Langford             | Kirker Butler   | 22. listopadu 2020 | 31. května 2025 | KACX08        |
| 357          | 8         | Pawtucket Pat                | Pawtucket Pat                        | Julius Wu                  | Alex Carter     | 6. prosince 2020   | 1. června 2025  | KACX07        |
| 358          | 9         | The First No L               | Vánoce bez Lois                      | Joseph Lee                 | Damien Fahey    | 13. prosince 2020  | 1. června 2025  | KACX06        |
| 359          | 10        | Fecal Matters                | Fekální záležitosti                  | Mike Kim a Dominic Bianchi | Artie Johann    | 17. ledna 2021     | 2. června 2025  | JACX09        |
| 360          | 11        | Boy's Best Friend            | Nejlepší přítel klučíka              | Mike Kim                   | Steve Callaghan | 21. února 2021     | 2. června 2025  | KACX09        |
| 361          | 12        | And Then There's Fraud       | A pak byl podvod                     | Brian Iles                 | Kevin Biggins   | 28. února 2021     | 3. června 2025  | KACX10        |
| 362          | 13        | PeTerminator                 | Peterminátor                         | Joe Vaux                   | Mark Hentemann  | 7. března 2021     | 3. června 2025  | KACX12        |
| 363          | 14        | The Marrying Kind            | Typ na vdávání                       | Greg Colton                | Travis Bowe     | 14. března 2021    | 4. června 2025  | KACX11        |
| 364          | 15        | Customer of the Week         | Zákazník týdne                       | John Holmquist             | Artie Johann    | 28. března 2021    | 4. června 2025  | KACX13        |
| 365          | 16        | Who's Brian Now?             | Kdo je Brian teď?                    | Steve Robertson            | Maggie Mull     | 11. dubna 2021     | 5. června 2025  | KACX14        |
| 366          | 17        | Young Parent Trap            | Mladá past na rodiče                 | Jerry Langford             | Emily Towers    | 18. dubna 2021     | 5. června 2025  | KACX15        |
| 367          | 18        | Meg Goes to College          | Meg jde na vysokou                   | Joseph Lee                 | Mike Desilets   | 2. května 2021     | 6. června 2025  | KACX16        |
| 368          | 19        | Family Cat                   | Rodinná kočka                        | Julius Wu                  | Artie Johann    | 9. května 2021     | 6. června 2025  | KACX17        |
| 369          | 20        | Tales of Former Sports Glory | Příběhy o zlatých sportovních časech | Joe Vaux a Peter Shin      | Mark Hentemann  | 16. května 2021    | 7. června 2025  | KACX04        |

### Dvacátá řada (2021–2022)
| Č. v seriálu | Č. v řadě | Původní název                 | Český název                 | Režie           | Scénář          | Premiéra v USA     | Premiéra v ČR   | Produkční kód |
| ------------ | --------- | ----------------------------- | --------------------------- | --------------- | --------------- | ------------------ | --------------- | ------------- |
| 370          | 1         | LASIK Instinct                | Oční instinkt               | Steve Robertson | Kirker Butler   | 26. září 2021      | 7. června 2025  | LACX02        |
| 371          | 2         | Rock Hard                     | Tvrdej rock                 | Greg Colton     | Matt McElaney   | 3. října 2021      | 8. června 2025  | KACX20        |
| 372          | 3         | Must Love Dogs                | Psy musíš milovat           | Mike Kim        | Daniel Peck     | 10. října 2021     | 8. června 2025  | KACX18        |
| 373          | 4         | 80's Guy                      | Nejlepší osmdesátky         | John Holmquist  | Patrick Meighan | 17. října 2021     | 9. června 2025  | LACX01        |
| 374          | 5         | Brief Encounter               | Letmé setkání               | Brian Iles      | Travis Bowe     | 24. října 2021     | 9. června 2025  | KACX19        |
| 375          | 6         | Cootie & The Blowhard         | Vši a vejtahové             | Jerry Langford  | Maggie Mull     | 7. listopadu 2021  | 10. června 2025 | LACX03        |
| 376          | 7         | Peterschmidt Manor            | Peterschmidtovo panství     | Joseph Lee      | Matt Pabian     | 14. listopadu 2021 | 10. června 2025 | LACX04        |
| 377          | 8         | The Birthday Bootlegge        | Narozeninový pašerák        | Julius Wu       | Mark Hentemann  | 21. listopadu 2021 | 11. června 2025 | LACX05        |
| 378          | 9         | The Fatman Always Rings Twice | Tlusťoch vždy zvoní dvakrát | Joe Vaux        | Alex Carter     | 28. listopadu 2021 | 11. června 2025 | LACX06        |
| 379          | 10        | Christmas Crime               | Vánoční zločin              | Mike Kim        | Steve Callaghan | 19. prosince 2021  | 12. června 2025 | LACX07        |
| 380          | 11        | Mister Act                    | Pan herec                   | Brian Iles      | Artie Johann    | 9. ledna 2022      | 12. června 2025 | LACX08        |
| 381          | 12        | The Lois Quagmire             | Lois Quagmireová            | Greg Colton     | Evan Waite      | 27. února 2022     | 13. června 2025 | LACX09        |
| 382          | 13        | Lawyer Guy                    | Právník                     | John Holmquist  | Patrick Meighan | 6. března 2022     | 13. června 2025 | LACX10        |
| 383          | 14        | HBO-No                        | HBO-No                      | Steve Robertson | Travis Bowe     | 13. března 2022    | 14. června 2025 | LACX11        |
| 384          | 15        | Hard Boiled Meg               | Meg natvrdo                 | Jerry Langford  | Mike Desilets   | 20. března 2022    | 14. června 2025 | LACX12        |
| 385          | 16        | Prescription Heroine          | Heroin na předpis           | Joseph Lee      | Emily Towers    | 27. března 2022    | 15. června 2025 | LACX13        |
| 386          | 17        | All About Alana               | Všechno o Alaně             | Joe Vaux        | Danny Smith     | 1. května 2022     | 15. června 2025 | LACX15        |
| 387          | 18        | Girlfriend, Eh?               | Holka, že jo?               | Julius Wu       | Travis Bowe     | 8. května 2022     | 16. června 2025 | LACX14        |
| 388          | 19        | First Blood                   | První krev                  | Mike Kim        | Alex Carter     | 15. května 2022    | 16. června 2025 | LACX16        |
| 389          | 20        | Jersey Bore                   | Nuda na pobřeží             | Brian Iles      | Chris Regan     | 22. května 2022    | 17. června 2025 | LACX17        |

### Dvacátá první řada (2022–2023)
| Č. v seriálu | Č. v řadě | Původní název              | Český název                | Režie           | Scénář                      | Premiéra v USA     | Premiéra v ČR   | Produkční kód |
| ------------ | --------- | -------------------------- | -------------------------- | --------------- | --------------------------- | ------------------ | --------------- | ------------- |
| 390          | 1         | Oscars Guy                 | Oskarovi                   | Greg Colton     | Damien Fahey                | 25. září 2022      | 17. června 2025 | LACX18        |
| 391          | 2         | Bend or Blockbuster        | Výlet do Oregonu           | John Holmquist  | Artie Johann                | 2. října 2022      | 18. června 2025 | LACX19        |
| 392          | 3         | A Wife-Changing Experience | Člověk míní, žena mění     | Steve Robertson | Steve Callaghan             | 9. října 2022      | 18. června 2025 | LACX20        |
| 393          | 4         | The Munchurian Candidate   | Mandžuský kandidát         | Joe Vaux        | Mike Desilets               | 16. října 2022     | 19. června 2025 | MACX05        |
| 394          | 5         | Unzipped Code              | Z pošty k pivu             | Julius Wu       | Matt McElaney a Matt Pabian | 23. října 2022     | 19. června 2025 | MACX06        |
| 395          | 6         | Happy Holo-ween            | Ať žije Holo-ween          | Joseph Lee      | Evan Waite                  | 30. října 2022     | 20. června 2025 | MACX03        |
| 396          | 7         | The Stewaway               | Stewie jede na černo       | Mike Kim        | Travis Bowe                 | 13. listopadu 2022 | 20. června 2025 | MACX07        |
| 397          | 8         | Get Stewie                 | Stewie si to odskáče       | Jerry Langford  | Artie Johann                | 20. listopadu 2022 | 21. června 2025 | MACX01        |
| 398          | 9         | Carny Knowledge            | Cirkusáci                  | Brian Iles      | Steve Callaghan             | 4. prosince 2022   | 21. června 2025 | MACX04        |
| 399          | 10        | The Candidate              | Kandidát                   | John Holmquist  | Mark Hentemann              | 11. prosince 2022  | 22. června 2025 | MACX08        |
| 400          | 11        | Love Story Guy             | Chlapi a jejich love story | Steve Robertson | Patrick Meighan             | 8. ledna 2023      | 22. června 2025 | MACX02        |
| 401          | 12        | Old West                   | Old West                   | Greg Colton     | Artie Johann                | 19. února 2023     | 23. června 2025 | MACX10        |
| 402          | 13        | Single White Dad           | Svobodný bělošský táta     | Jerry Langford  | Artie Johann                | 26. února 2023     | 23. června 2025 | MACX11        |
| 403          | 14        | White Meg Can't Jump       | Běloška Meg neumí skákat   | Joe Vaux        | Emily Towers                | 5. března 2023     | 24. června 2025 | MACX09        |
| 404          | 15        | Adoptation                 | Adoptace                   | Julius Wu       | Mark Hentemann              | 12. března 2023    | 24. června 2025 | MACX13        |
| 405          | 16        | The Bird Reich             | Pták ze třetí říše         | Joseph Lee      | Julius Sharpe               | 16. dubna 2023     | 25. června 2025 | MACX12        |
| 406          | 17        | A Bottle Episode           | Epizoda s lahví            | Mike Kim        | Artie Johann                | 16. dubna 2023     | 25. června 2025 | MACX14        |
| 407          | 18        | Vat Man and Rob 'Em        | Sbal prachy a nespadni     | Brian Iles      | Damien Fahey                | 23. dubna 2023     | 26. června 2025 | MACX15        |
| 408          | 19        | From Russia with Love      | Srdečné pozdravy z Ruska   | John Holmquist  | Polina Diaz                 | 30. dubna 2023     | 26. června 2025 | MACX16        |
| 409          | 20        | Adult Education            | Výchova dospělých          | Steve Robertson | Matt Pabian                 | 7. května 2023     | 27. června 2025 | MACX17        |

### Dvacátá druhá řada (2023–2024)
| Č. v seriálu | Č. v řadě | Původní název                      | Český název                    | Režie           | Scénář          | Premiéra v USA     | Premiéra v ČR (Disney+) | Premiéra v ČR (Prima Cool) |
| ------------ | --------- | ---------------------------------- | ------------------------------ | --------------- | --------------- | ------------------ | ----------------------- | -------------------------- |
| 410          | 1         | Fertilized Megg                    | Oplodněná Megg                 | Julius Wu       | Maggie Mull     | 1. října 2023      | 20. prosince 2023       | 27. června 2025            |
| 411          | 2         | Supermarket Pete                   | Pete ze supermarketu           | Greg Colton     | Joanna Quraishi | 8. října 2023      | 20. prosince 2023       | 28. června 2025            |
| 412          | 3         | A 'Stache from the Past            | Knírek minulosti               | Jerry Langford  | Travis Bowe     | 22. října 2023     | 20. prosince 2023       | 28. června 2025            |
| 413          | 4         | Old World Harm                     | Zlo starých časů               | Joe Vaux        | Evan Waite      | 5. listopadu 2023  | 20. prosince 2023       | 29. června 2025            |
| 414          | 5         | Baby, It's Cold Inside             | Lásko, uvnitř je zima          | Joseph Lee      | Danny Smith     | 12. listopadu 2023 | 20. prosince 2023       | 29. června 2025            |
| 415          | 6         | Boston Stewie                      | Boston Stewie                  | Mike Kim        | Patrick Meighan | 19. listopadu 2023 | 21. února 2024          | 30. června 2025            |
| 416          | 7         | Snap(ple) Decision                 | Unáhlené rozhodnutí            | Brian Iles      | Travis Bowe     | 26. listopadu 2023 | 21. února 2024          | 30. června 2025            |
| 417          | 8         | Baking Sad                         | Smutné sušenky                 | John Holmquist  | Damien Fahey    | 3. prosince 2023   | 21. února 2024          | 1. července 2025           |
| 418          | 9         | The Return of the King (of Queens) | Byli jednou dva (z Queensu)    | Greg Colton     | Alex Carter     | 17. prosince 2023  | 21. února 2024          | 1. července 2025           |
| 419          | 10        | Cabin Pressure                     | (Ne)vydařený výlet             | Jerry Langford  | Matt McElaney   | 6. března 2024     | vysíláno                | 2. července 2025           |
| 420          | 11        | Teacher's Heavy Pet                | Učitelčin mazánek              | Steve Robertson | Chris Regan     | 13. března 2024    | vysíláno                | 2. července 2025           |
| 421          | 12        | Take This Job and Love It          | Vezmi tu práci a zamiluj si ji | Joe Vaux        | Steve Callaghan | 20. března 2024    | vysíláno                | 3. července 2025           |
| 422          | 13        | Lifeguard Meg                      | Plavčice Meg                   | Julius Wu       | Patrick Meighan | 27. března 2024    | vysíláno                | 3. července 2025           |
| 423          | 14        | Fat Actor                          | Tlustý herec                   | Joseph Lee      | Mark Hentemann  | 10. dubna 2024     | vysíláno                | 4. července 2025           |
| 424          | 15        | Faith No More                      | Ztracená víra                  | Mike Kim        | Alex Carter     | 17. dubna 2024     | vysíláno                | 4. července 2025           |

### Dvacátá třetí řada (2024–2025)
| Č. v seriálu | Č. v řadě | Původní název                 | Český název   | Režie    | Scénář      | Premiéra v USA | Premiéra v ČR |
| ------------ | --------- | ----------------------------- | ------------- | -------- | ----------- | -------------- | ------------- |
| 425          | 1         | Peter, Peter, Pumpkin Cheater | bude oznámeno | Joe Vaux | Travis Bowe | 14. října 2024 | bude oznámeno |